# Antônio Maria Corrêa de Sá e Benevides

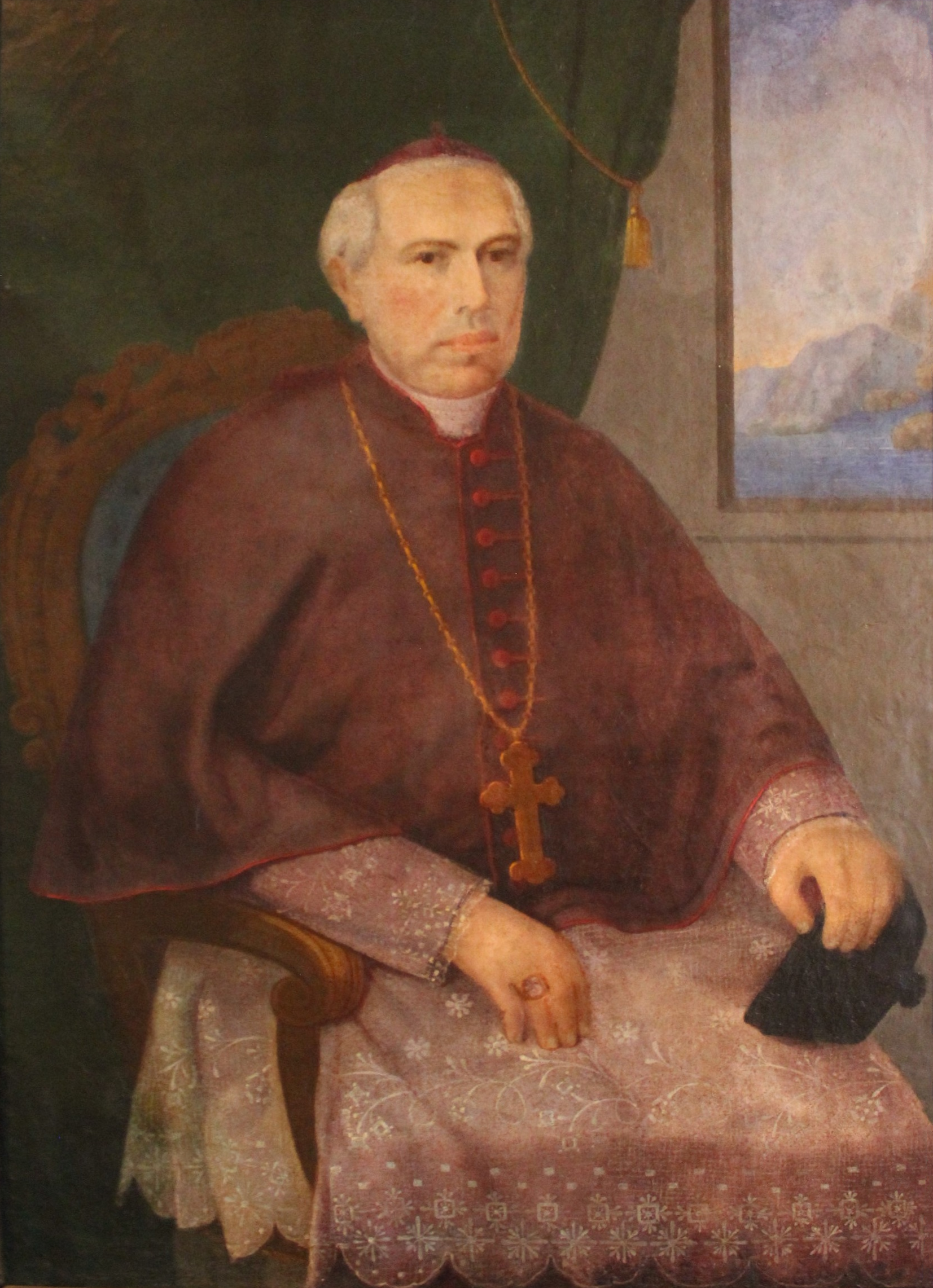
Gemaltes Porträt

Antônio Maria Corrêa de Sá e Benevides (* 23. Februar 1836 in Campos dos Goytacazes, Bundesstaat Rio de Janeiro, Brasilien; † 15. Juli 1896 in Mariana, Minas Gerais) war ein brasilianischer Geistlicher und römisch-katholischer Bischof von Mariana.

## Leben
Antônio Maria Corrêa de Sá e Benevides entstammte der angesehenen Familie Corrêa de Sá und wurde in der Provinz Rio de Janeiro des Kaiserreichs Brasilien geboren. Er besuchte bis 1853 das Imperial Colégio Dom Pedro II, bevor er an der Escola Central Physik und Naturwissenschaften studierte. Anschließend lehrte er am Colégio Pedro II. Corrêa de Sá e Benevides wurde am 11. Dezember 1864 zum Diakon geweiht und empfing am 17. Dezember desselben Jahres das Sakrament der Priesterweihe.
Am 30. August 1876 präsentierte ihn Kaiser Peter II. von Brasilien als Bischof von Goiás und die Bestätigung durch Papst Pius IX. erfolgte am 18. Dezember desselben Jahres. Am 24. April 1877 präsentierte ihn Peter II. von Brasilien als Bischof von Mariana. Nachdem Pius IX. am 25. Juni 1877 diese Ernennung bestätigt hatte, spendete ihm am 9. September desselben Jahres der Internuntius in Brasilien, Erzbischof Cesare Roncetti, die Bischofsweihe. Die Amtseinführung erfolgte am 17. November 1877.